# Sova Rosenbergova
Sova Rosenbergova (Tyto rosenbergii) je druh málo známé sovy z čeledi sovovití, která se endemicky vyskytuje na indonéském ostrově Sulawesi. 

## Systematika
Sovu Rosenbergovu formálně popsal v roce 1866 německý ornitolog Hermann Schlegel. Druhové jméno rosenbergii odkazuje k německému přírodovědci Hermannu von Rosenbergovi, který působil ve Východní Indii. Rozeznávají se dva poddruhy s tímto rozšířením:
- T. r. pelengensis Neumann, 1939 – ostrov Peleng;
- T. r. rosenbergii (Schlegel, 1866) – ostrovy Sulawesi, Sangihe, Togianské ostrovy, Salayar a Butung.

## Výskyt
Vyskytuje se hlavně v primárním lese do 1200 m n. m., může se však objevovat i u lidských sídel nebo na plantážích.

## Popis
Sova Rosenbergova dosahuje délky těla 41–51 cm, křídlo je dlouhé 331–360 mm, ocas 139–165 mm. Horní část těla je šedohnědá s výraznými černými a bílými skvrnami. Loketní letky mají 5–8 tmavších příčných proužků, ocas má 4–5 tmavých proužků na světlejším hnědošedém pokladě. Konec ocasu je pokryt hustými skvrnami různých odstínů šedé. Obličejový disk je bělavý, u očí tmavší, linka disku je rezavě hnědá s občasnými tmavými místy. Spodina je světle okrová s několika tmavšími místy. Opeřené běháky pokryté okrovým peřím zasahují až k prstům. Oči jsou hnědočerné, zobák krémový, prsty šedohnědé, drápy tmavě hnědé až černé.

## Biologie
Jedná se o nočního živočicha. Ozývá se strašidelným, chraplavým voláním črííočrio nebo črííío, které trvá asi vteřinu. Živí se hlodavci jako jsou krysy a rejsci (Sorex sp.), může však pozřít i letouna (Microchiroptera sp.). Díky schopnosti lovit krysy může sova Rosenbergova sloužit jako součást biologické kontroly krys na plantážích palmového oleje, které jsou často doslova zamořeny krysami. Podle studie z roku 2020 ze střední a západní části ostrova Sulawesi lovila sova Rosenbergova 1–4 krysy za noc.

### Hnízdění
Samice snáší nejčastěji 3–5 (rozsah 2–6) oválných bílých vajec v dutinách stromů, případně v budkách (např. na plantážích). Inkubuje samice, zatímco samec jí shání potravu. Mláďata jsou plně opeřená ve věku 8 týdnů.

## Ohrožení
Mezinárodní svaz ochrany přírody (IUCN) považuje sovu Rosenbergovu za málo dotčený druh. Populace sice nebyla kvantifikována, avšak druhu nehrozí akutní nebezpečí. V místech svého výskytu bývá sova popisována jako neobvyklá.